# Spinimegopis malasiaca
Spinimegopis malasiaca är en skalbaggsart som först beskrevs av Hayashi 1976.  Spinimegopis malasiaca ingår i släktet Spinimegopis och familjen långhorningar. Inga underarter finns listade i Catalogue of Life.